# David Ayer
David Ayer (Champaign, 18 gennaio 1968) è uno sceneggiatore, regista e produttore cinematografico statunitense.

## Biografia
Nato nell'Illinois, poco più che adolescente viene cacciato di casa dai genitori, trova ospitalità da un cugino a Los Angeles, qui vive a stretto contatto con la vita delle strade periferiche della città, che sarà in seguito fonte di ispirazione per il suo lavoro. Dopo aver trascorso il servizio militare su un sottomarino del US Navy, debutta alla sceneggiatura nel 2000 portando la sua esperienza militare per il film U-571.
Nel 2001 scrive la sua prima sceneggiatura solista per Training Day di Antoine Fuqua. Dopo aver scritto S.W.A.T. - Squadra speciale anticrimine nel 2006 scrive e dirige un semi-biografico, Harsh Times - I giorni dell'odio. Per il 2008 realizza il suo secondo film come regista, La notte non aspetta con Keanu Reeves. Nel 2014 dirige Sabotage e Fury, mentre nel 2016 scrive e dirige il film DC Comics Suicide Squad.

## Filmografia

### Sceneggiatore
- U-571, regia di Jonathan Mostow (2000)
- Fast and Furious (The Fast and the Furious), regia Rob Cohen (2001)
- Training Day, regia di Antoine Fuqua (2001)
- Indagini sporche (Dark Blue), regia di Ron Shelton (2002)
- S.W.A.T. - Squadra speciale anticrimine (S.W.A.T.), regia di Clark Johnson (2003)
- Harsh Times - I giorni dell'odio (Harsh Times) (2005)
- End of Watch - Tolleranza zero (End of Watch) (2012)
- Sabotage (2014)
- Fury (2014)
- Suicide Squad (2016)
- The Tax Collector - Sangue chiama sangue (The Tax Collector) (2020)
- A Working Man (2025)

### Regista
- Harsh Times - I giorni dell'odio (Harsh Times) (2005)
- La notte non aspetta (Street Kings) (2008)
- End of Watch - Tolleranza zero (End of Watch) (2012)
- Sabotage (2014)
- Fury (2014)
- Suicide Squad (2016)
- Bright (2017)
- The Tax Collector - Sangue chiama sangue (The Tax Collector) (2020)
- The Beekeeper (2024)
- A Working Man (2025)

### Produttore
- Harsh Times - I giorni dell'odio (Harsh Times), (2005)
- End of Watch - Tolleranza zero (End of Watch) (2012)
- Fury (2014)
- Bright (2017)
- Birds of Prey e la fantasmagorica rinascita di Harley Quinn (Birds of Prey and the Fantabulous Emancipation of One Harley Quinn), regia di Cathy Yan (2020)
- The Tax Collector - Sangue chiama sangue (The Tax Collector) (2020)